# Jakarta Records
Jakarta Records ist ein kleines Independent-Label aus Deutschland. Gegründet wurde das Label 2005 von Jannis Stürtz und Malte Kraus. Musikalisch konzentriert sich das Label auf Hip-Hop mit Jazz- und Soul-Einflüssen, wobei die Veröffentlichungen sowohl auf CD als auch auf Vinyl erscheinen. Der Vertrieb erfolgt über die Kölner Firma Groove Attack.

## Unity Sampler
Der Sampler Unity enthält viele unveröffentlichte Songs von internationalen Hip-Hop-Künstlern (u. a. Murs and Slug, Oneself, Ty und Promoe). Der gesamte Gewinn wird an ein Aids-Programm in Südafrika gestiftet. Weder Label noch Künstler erhalten für dieses Projekt Geld. Der Sampler enthält zudem einen Kommentar des amerikanischen Intellektuellen Noam Chomsky.

## Diskografie
- Werle & Stankowski: Sound of My Guitar, EP
- Bougaloo: Synonym, EP
- Wade Waters: Return of the King - The Single Files
- Various Artists: Unity Sampler, LP-, CD-Sampler
- Promoe: Sag Was / Blood Sugar, Vinyl-Single
- Leeroy: Drummies, Vinyl-Single
- Summsemann: Da, CD-Album
- Promoe: Murder Murdoch, Vinyl-Single
- Smile Rays: A Toast, EP
- Saint featuring Cadence: Wisdom over Weapons, Vinyl-Single
- Panacea featuring DJ Spinna: Stardom, Vinyl-Single (Kollaboration mit Glow in the Dark)
- El Chavo: Selectah, Vinyl-Single
- Flomega: Pay Me Right!, Vinyl-Single (Kollaboration mit RDA Audio)
- Oddisee featuring Phone: All Beacause She's Gone, EP
- M.anifest: Babylon Breakdown, EP
- Tim Plus: Nächster Halt, LP
- Blitz the Ambassador: Goodbye Stereotype, CD, Digital
- Opensouls: Standing in the Rain, CD, Vinyl & Digital
- Blitz the Ambassador: Stereolive, Digital
- u-n-i: A Love Supreme 2.0, Vinyl
- Kero One: Kinetic World, Vinyl
- Intalek & Ritchraft: Lives and Vibes, CD, Vinyl & Digital
- j.r. & ph7: The Update, Vinyl
- DJ Vadim presents the electric: You Are Diamonds, Vinyl
- Akua Naru: The Journey Aflame, CD & Digital
- Blitz the Ambassador: Native Sun, CD, Vinyl & Digital
- Shuko & f. of audiotreats: Cookies & Cream, Vinyl
- Victor Davies: Stop!, CD & Digi
- Mancini and the Creepers: The Calling EP, Digital
- Umse: Wachstum, CD, Vinyl & Digital
- Umse: Kunst für sich, CD, Vinyl & Digital
- Umse: Hawaiianischer Schnee, CD, Vinyl & Digital